# NGC 5377
NGC 5377 (również PGC 49563 lub UGC 8863) – galaktyka spiralna z poprzeczką (SBa), znajdująca się w gwiazdozbiorze Psów Gończych. Odkrył ją William Herschel 12 maja 1787 roku. Jest to galaktyka aktywna.
W galaktyce tej zaobserwowano supernową SN 1992H.